# Mainarizumu

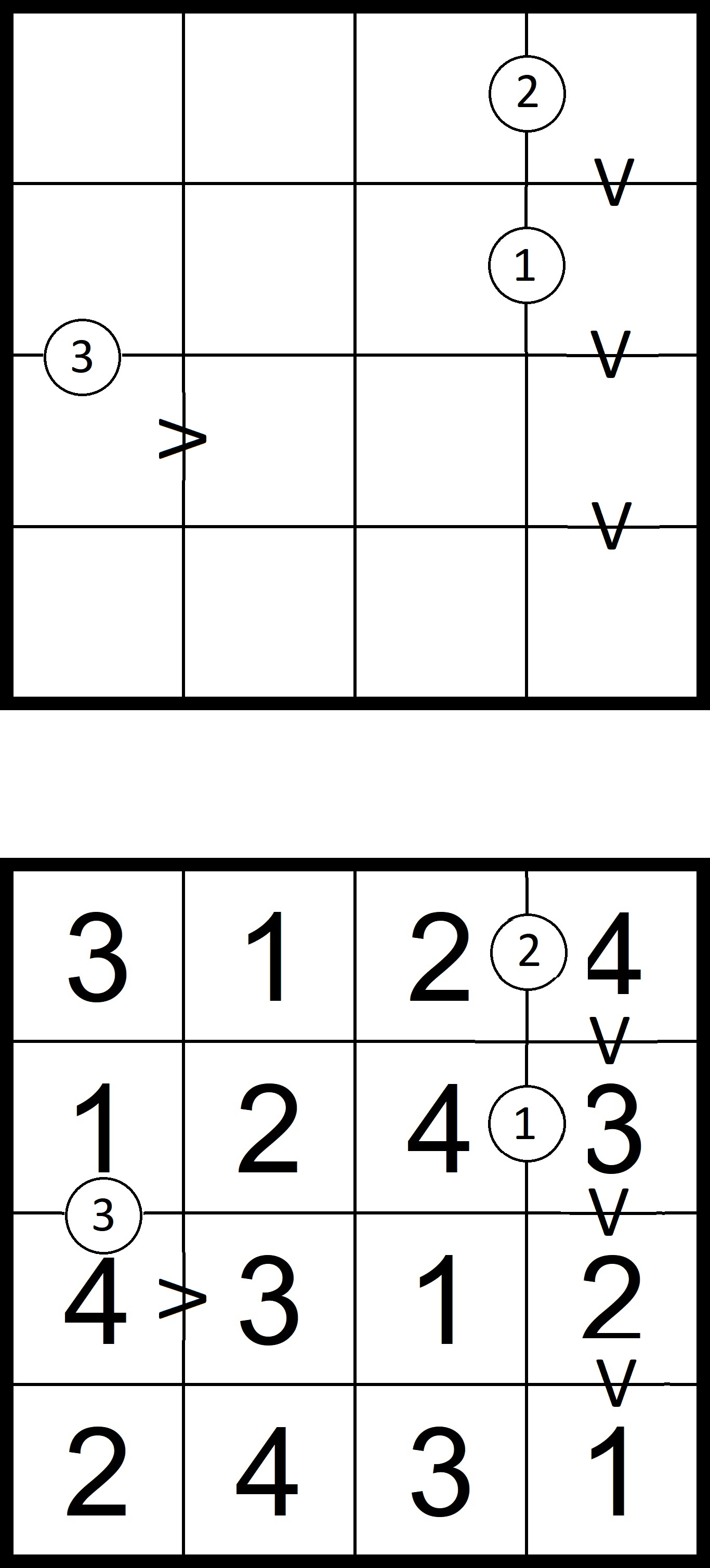
Mainarizumu 4x4 puzzel

Mainarizumu (マイナリズム) is een soort logische puzzel uitgegeven door Nikoli.

## Spelregels
Mainarizumu wordt gespeeld op een vierkant diagram, meestal 7x7 of kleiner, met twee soorten aanwijzingen: een groter-dan- of kleiner-dan-teken dat twee aangrenzende vakjes verbindt, of een omcirkeld cijfer dat twee aangrenzende vierkanten verbindt. De oplosser moet een cijfer tussen één en de diagrambreedte/-hoogte in elk vierkant invullen, zodat:
- Geen enkel cijfer wordt herhaald in een rij of kolom (zoals in Sudoku- puzzels).
- Als twee vakjes zijn verbonden door een groter-dan- of kleiner-dan-teken, dan moeten de cijfers in die vierkanten aan die ongelijkheid voldoen. "A > B" betekent dat het getal in vakje A groter moet zijn dan het getal in vakje B)
- Als twee vakjes zijn verbonden door een omcirkeld cijfer, dan moeten de cijfers in die vierkanten precies dat aantal verschillen.